# Catherine Samba-Panza

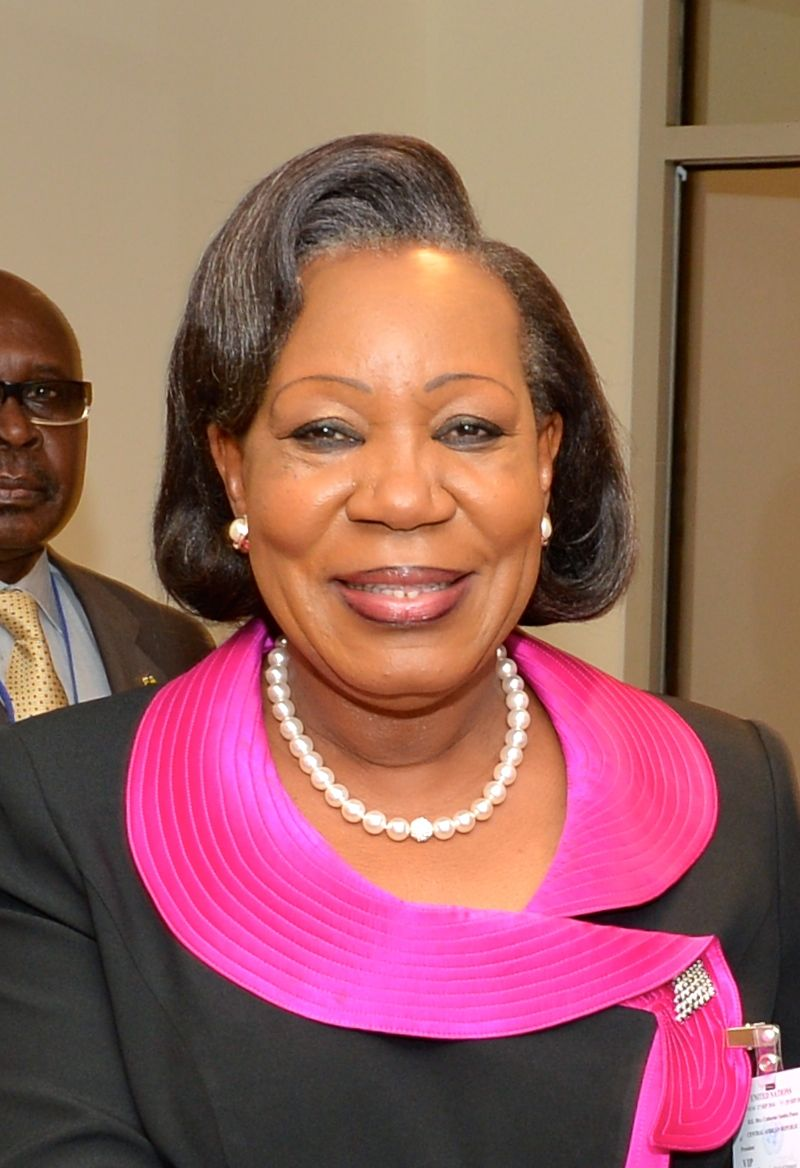
Catherine Samba-Panza (2014)

Catherine Samba-Panza (* 26. Juni 1954 in Fort-Lamy, Tschad) ist eine zentralafrikanische Politikerin. Sie war vom 20. Januar 2014 bis zum 30. März 2016 Interimspräsidentin der Zentralafrikanischen Republik.

## Leben
Samba wuchs im Tschad auf. Ihr Vater stammt aus Kamerun und ihre Mutter aus der Zentralafrikanischen Republik. Sie studierte in Frankreich Jura und war vor ihrem Wechsel in die Politik eine erfolgreiche Geschäftsfrau und Firmenanwältin.

## Politischer Werdegang
Samba-Panza war im März 2013 vom damaligen De-facto-Präsidenten Michel Djotodia als Bürgermeisterin von Bangui, der Hauptstadt der Zentralafrikanischen Republik, eingesetzt worden.
Djotodia, der sich im März 2013 nach einem Putsch selbst zum Präsidenten erklärt hatte, trat am 10. Januar 2014 auf Druck der CEEAC von seinem Amt zurück. Am 20. Januar 2014 wählte das Übergangsparlament Samba-Panza zur Übergangspräsidentin. Angetreten waren sieben weitere Kandidaten, darunter auch Désiré Kolingba, der Sohn des ehemaligen Präsidenten André Kolingba (1981–1993), und Sylvain Patassé, Sohn des ehemaligen Präsidenten Ange-Félix Patassé (1993–2003). Voraussetzung des Parlaments an die Bewerber war, dass sie weder Verbindungen zur Séléka, mit deren Hilfe Djotodia an die Macht gekommen war, noch zu einer anderen Rebellenorganisation haben durften. Ferner waren alle Kandidaten ausgeschlossen, die unter Djotodia ein politisches Amt innegehabt hatten oder dem Militär angehören. Samba-Panza soll die Regierung bis zu den geplanten Neuwahlen im Februar 2015 führen. Als Wahltermin wurde der 18. Oktober 2015 angesetzt. Die Wahl fand schließlich am 30. Dezember 2015 statt, nach der Stichwahl am 14. Februar 2016 wurde sie am 30. März vom ehemaligen Ministerpräsidenten Faustin-Archange Touadéra abgelöst. Samba-Panza war es nicht erlaubt zu kandidieren.